# Тајкун
Тајкун је неформални израз којим се означава човек који заузима истакнуто место у свету индустрије, захваљујући чему је стекао велико богатство. То је веома богат и моћан пословни човек или индустријалац. Поред назива тајкун, за пословне магнате се још користи израз могул.
У прошлости је ова реч коришћена као назив за јапанског шогуна.

## Етимологија
Реч тајкун је изведена од јапанске речи таикун (大君). Тачније, ова јапанска реч је кинеског порекла, а буквално значи „велики господар/принц“ или „врховни командант“. Данас је у јапанском језику ово архаична реч, док је у Едо периоду (период од 1600. до 1867. који се сматра почетком раног модерног Јапана) ова реч коришћена као титула којом су се означавали високи командири страних војних сила, аналогно јапанском шогуну.
Модификована верзија ове речи се јавља у енглеском језику као tycoon, а односи се на богатог менаџера. Реч је ушла у енглески језик у 19. веку, са повратком поморског комодора Метјуа Перија из Јапана. Он је 1854. године преговарао са шогуном верујући да је он цар. У ствари, шогун јесте имао власт у Јапану, иако је то право формално припадало цару.
Америчког председника Абрахама Линколна су његови сарадници у шали ословљавали са „тајкун“, одакле се овај израз проширио у пословном свету, где се користи и данас.
Сматра се да у данашње време глобалне економије поједини пословни лидери имају више моћи него вође држава. Зато је етимолошки прикладно да се такви лидери називају тајкунима.

## Конотација
У западним земљама појам тајкун углавном нема посебну конотацију (осим материјалне), док у већини бивших социјалистичких земаља, укључујући и Србију, ова реч у јавности претежно има негативну конотацију и асоцира на непоштен начин стицања богатства. У том смислу, реч тајкун означава особе које су у време приватизације и увођења тржишта капитала створиле богатство и мрежу пословних веза, финансијске моћнике који су се обогатили нагло, без новца и рада, на сумњив начин; то су такозвани „новопечени богаташи“.

## Познати фиктивни тајкуни
- Озрен Солдатовић, бизнисмен